# Государственный университет
Государственный университет (англ. Public university) — это высшее учебное заведение, находящиеся в государственной собственности и финансируемые правительством. 

## Государственные университеты в США
Государственные исследовательские университеты (public research university) являются основополагающей частью образовательной инфраструктуры США. 
Финансирование государственных университетов осуществляется преимущественно за счёт средств, предоставляемых государственными и местными властями. В каждом штате действует своя система государственных университетов, большая часть бюджета которых формируется из ассигнований, выделяемых законодательным собранием штата. Помимо этого, федеральные средства направляются на поддержку студентов, помощь в оплате обучения, проведение научных исследований и разработку новых образовательных программ. Также государственные университеты нередко привлекают внешние источники финансирования, такие как гранты, пожертвования и целевые капиталы. В государственных университетах плата за обучение и сборы субсидируются местными, государственными и федеральными органами власти, оставляя лишь часть на оплату студентов. 

#### Система государственных университетов
Государственные и местные органы власти в основном финансируют государственные университеты. В каждом штате есть своя собственная система государственных университетов (state university system), которые получают большую часть своего финансирования за счет средств, выделяемых законодательными органами штатов. Федеральные средства также используются для помощи студентам в оплате обучения, поддержки исследований, разработки новых программ и курсов обучения. Кроме того, государственные университеты часто полагаются на внешнее финансирование, такое как гранты, пожертвования и эндаумент.  
система государственных университетов предоставляют широкий спектр услуг и поддержки студентов, среди которых: студенческие клубы и объединения, академическое консультирование, финансовая помощь и стипендии, помощь в обучении и карьере, библиотеки, возможности для проведения исследований и содействие в трудоустройстве. Государственные университеты также предлагают проживание, медицинские и спортивные центры, организуют различные общественные мероприятия.  

## Государственные университеты в России
В России существуют два типа вузов: государственные и негосударственные  — частные университеты. Государственные учебные заведения финансируются из средств государственного бюджета, чаще всего федерального, а их учредителем выступают органы государственной власти. Оба вида вузов могут самостоятельно зарабатывать средства через предоставление платных услуг, включая оплату обучения. Однако только государственные вузы имеют право привлекать иностранные инвестиции, тогда как частные этим правом не обладают.
Ректоры федеральных университетов назначается Правительством Российской Федерации. Ректоры Московского государственного университета имени М.В. Ломоносова и Санкт-Петербургского государственного университета назначаются на должность Президентом РФ. Общее руководство государственными университетами осуществляет выборный представительный орган - ученый совет. Учёный совет включает в себя ректора, исполняющего обязанности председателя, проректоров, а также президента, если эта позиция предусмотрена уставом вуза. Остальные члены совета избираются на общем собрании (конференции) путём тайного голосования.
По данным Мониторинга Министерства науки и высшего образования РФ в 2023 году в России функционировали 1206 организаций высшего образования: 898 государственных и муниципальных и 308 частных университетов.